# Форест-Лейкс
Форест-Лейкс (англ. Forest Lakes) — невключена територія в окрузі Коконіно, штат Аризона, США. 

## Демографія
У 2010 році на території мешкало приблизно 122 осіб (у 2000 році — 266 осіб). 
Чоловіків — 53 (43.6 %);

Жінок — 68 (56.4 %).
Медіанний вік жителів: 45.1 років;
по Аризоні: 35.6 років;
Середній розмір домогосподарства: 2.3 осіб; по Аризоні: 2.7 осіб. 

### Доходи
Середній скоригований валовий дохід в 2004 році: $53,057;
по Аризоні: $50,097.
Середня заробітна плата: $47,157;
по Аризоні: $42,146.

### Расова / етнічна приналежність (перепис 2010)
Білих — 56.

 Афроамериканців — 0.

 Індіанців — 1.

 азіатів — 3.

 Корінних жителів Гавайських островів та інших островів Тихого океану — 0.

 Інші — 0.

 Відносять себе до 2-х або більше рас — 1.

 Латиноамериканців — 140.